# Joan Molina
Joan Molina (Sant Jordi, el Baix Maestrat, 15 de novembre de 1940 − València, 4 d'octubre de 2014) fou un actor valencià.

## Biografia
Nascut a Sant Jordi, Joan Molina va anar a viure a la ciutat de València l'any 1957, on va estudiar a l'Escola Industrial. Més tard, es traslladà a Itàlia, on va treballar com a tècnic a Cinecittà, gran estudi cinematogràfic de Roma. Hi va conèixer, entre d'altres, Pier Paolo Passolini i Vittorio Gassman. L'any 1980 Molina va tornar a València, per va treballar en el camp del teatre, el doblatge, el cinema i la televisió. Al País Valencià era conegut per la interpretació del paper d'alcalde en una sèrie de Canal 9. Joan Molina va estar compromès amb les campanyes a favor de la llengua.

## Filmografia
- Una piraña en el bidé (1996) - Dir. Carles Pastor i José Picazo
- Tranvía a la Malvarrosa (1997) - Dir. José Luis García Sánchez
- Maestros (2000) - Dir. Óscar del Caz
- Ausias March (2003) (telefilm) - Dir. Berenguer March
- Cañas y barra (2004) (curt) - Dir. Alberto Argüelles
- Arran de terra (2005) - Dir. Carles Pastor
- Canciones de amor en Lolita's Club (2007) - Dir. Vicente Aranda
- Bestezuelas (2010) - Dir. Carles Pastor
- El olivo amarillo (2010) (curt) - Dir. Guillermo Polo

## Televisió
- Cuéntame cómo pasó (2002) a TVE
- Hospital Central (2005) a Telecinco
- L'Alqueria Blanca (2007-2010) a Canal 9
- Doctor Mateo (2009-2011) a Antena 3
- Yo soy Bea (2009) a Telecinco

## Llibres
L'any 2012 va publicar la dramatúrgia La venjança d'en Bernat (Onada Edicions), una adaptació lliure del clàssic La venganza de don Mendo.